# Isopyrum
Isopyrum (L. 1753) è un genere di piante erbacee appartenente alla famiglia delle Ranunculaceae, diffuso in Europa e Asia centro-orientale. In Italia questo genere è rappresentato da una sola specie: Isopyrum thalictroides.

## Etimologia
Il nome del genere (Isopyrum) deriva dal greco antico ed è composto da due radici:  isos (= simile) e pyrum (= frumento), quindi simile al frumento. Infatti i semi della pianta possono essere scambiati con quelli del grano.

Il nome scientifico attualmente accettato è stato proposto da Carl von Linné (1707 – 1778) biologo e scrittore svedese, considerato il padre della moderna classificazione scientifica degli organismi viventi, nella pubblicazione ”Species Plantarum” del 1753.

## Descrizione

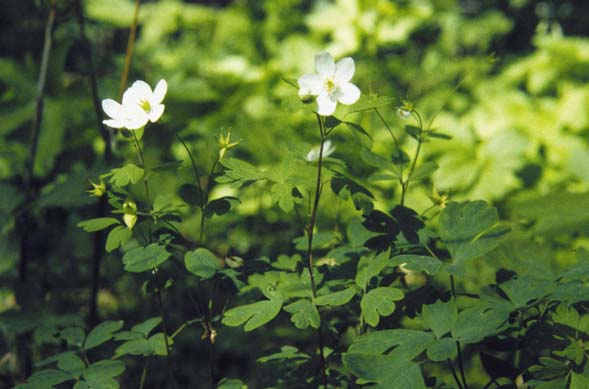
Il portamento (Isopyrum biternatum)

I dati morfologici si riferiscono soprattutto alle specie europee e in particolare a quelle spontanee italiane.

Sono piante perenni o annuali non molto alte. La forma biologica di questa pianta in genere è geofita rizomatosa (G rhiz), ossia sono piante che portano le gemme in posizione sotterranea. Durante la stagione avversa non presentano organi aerei e le gemme si trovano in organi sotterranei chiamati rizomi, dei fusti sotterranei dai quali, ogni anno, si dipartono radici e fusti aerei. Alcune specie sono nane, altre acauli.

### Radici
L'apparato radicale è secondario da rizoma.

### Fusto
- Parte ipogea:  la parte sotterranea consiste in un rizoma a volte strisciante.
- Parte epigea:  la parte aerea è di tipo erbaceo e si sviluppa con un portamento eretto. Normalmente è liscio e glabro e a sezione cilindrica.

### Foglie
- Foglie basali: le foglie basali si sviluppano in verticilli e sono composte. La forma può essere bi-ternata, ossia divisa completamente in tre segmenti, a loro volta divisi in altri tre segmenti più piccoli o lobi. Il colore della lamina superiore è verde, mentre nella parte inferiore è verde pallido (glauco).
- Foglie cauline: le foglie cauline (in numero minore) sono simili a quelle radicali, ma gradualmente decrescenti. Alla base del picciolo sono presenti delle piccole orecchiette (o guaine membranose).

### Infiorescenza

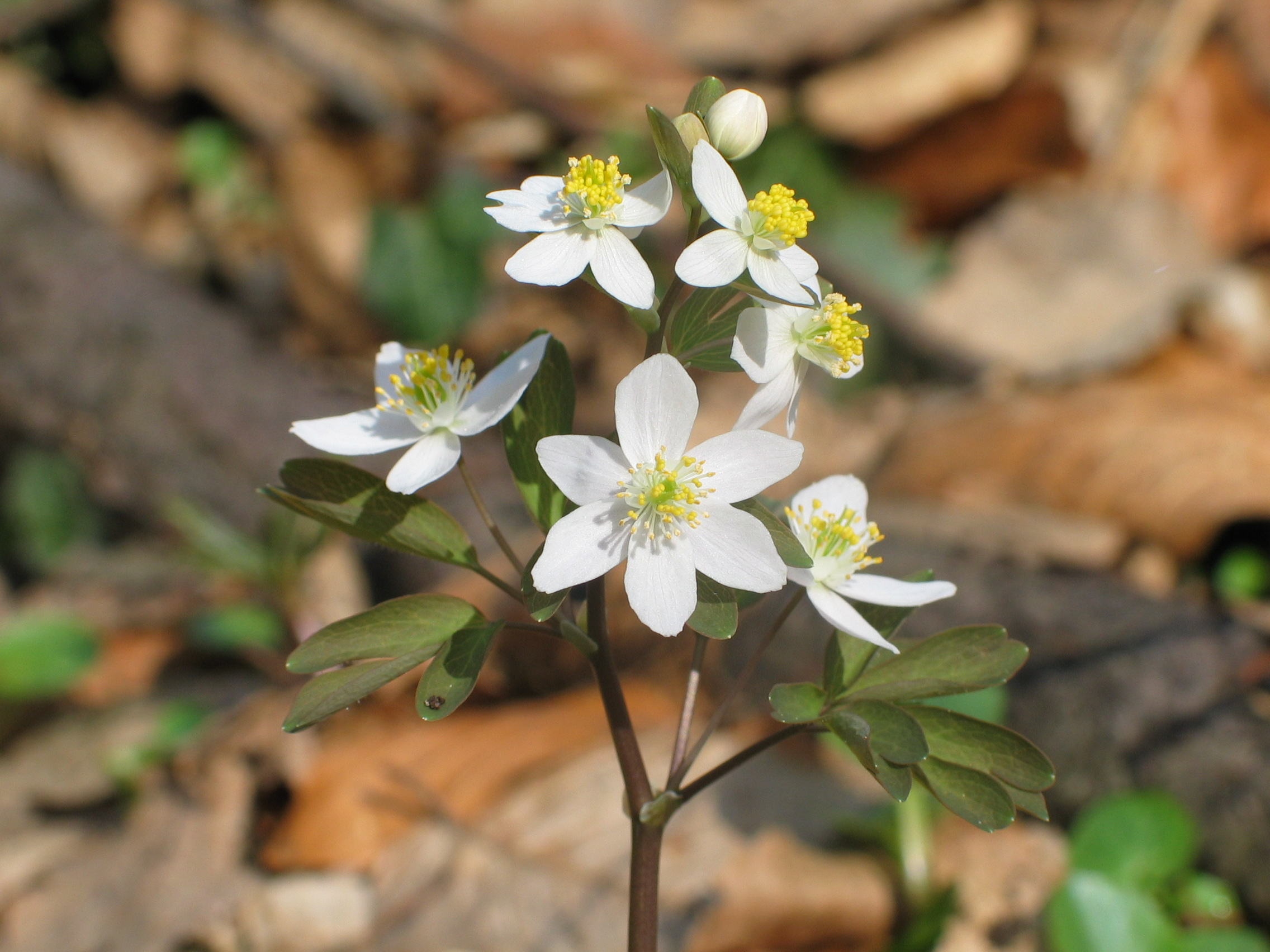
Infiorescenza (Isopyrum thalictroides)

L'infiorescenza si compone di alcuni fiori terminali; possono essere singoli o multipli raccolti in fascette pauciflore. Alla base del peduncolo (di solito sottile) sono presenti delle brattee di tipo fogliare (composte almeno in parte come le foglie vere e proprie).

### Fiori

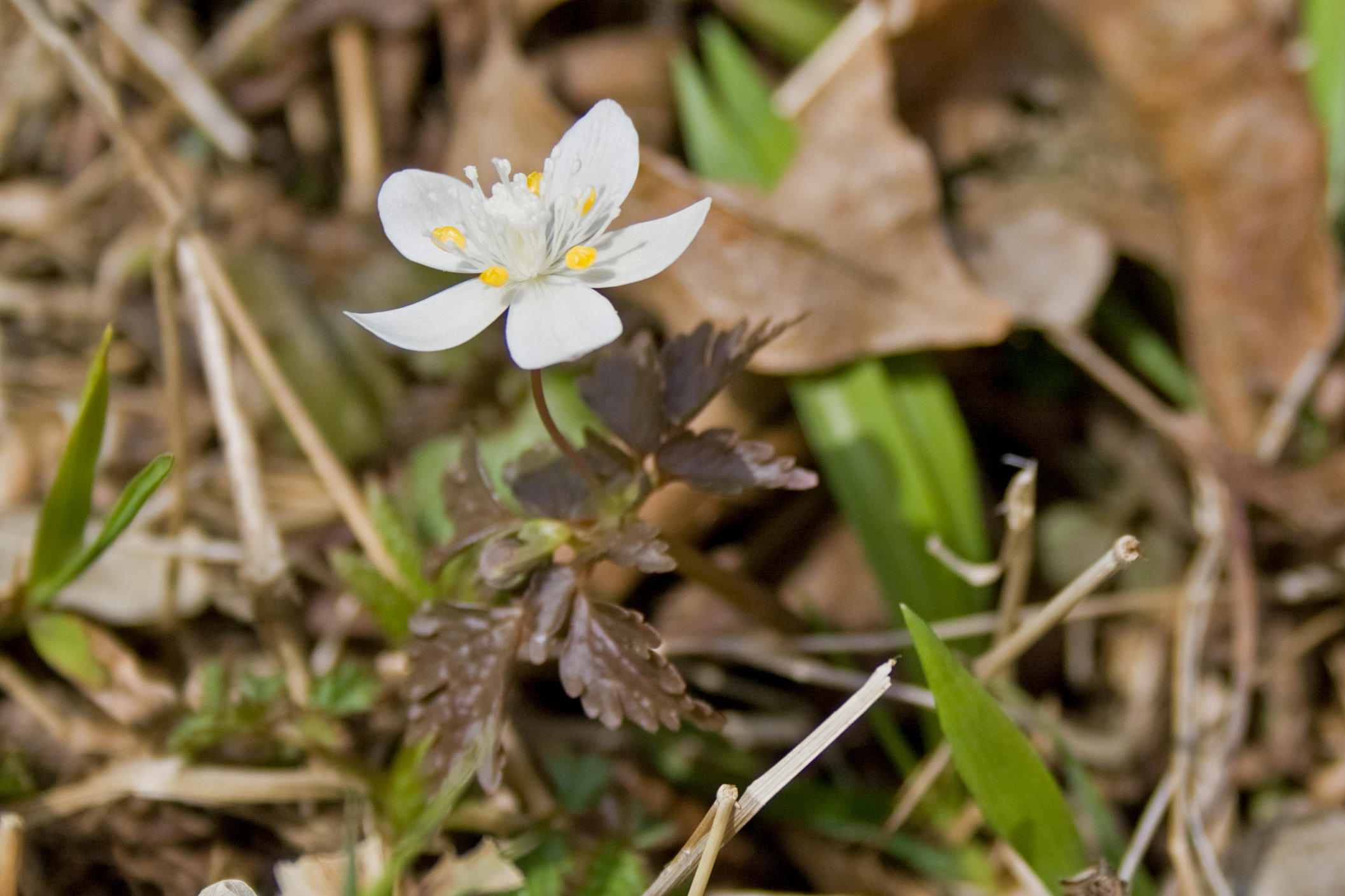
Il fiore (Isopyrum stoloniferum)

I fiori delle specie di questo genere sono considerati fiori arcaici, o perlomeno derivati da fiori più arcaici dalla struttura aciclica. Il perianzio è formato da un solo verticillo di elementi più o meno indifferenziati (fiori apoclamidati), i quali hanno una funzione di protezione e sono chiamati tepali o sepali (la distinzione dei due termini in questo caso è ambigua e quindi soggettiva). I petali veri e propri sono ridotti o mancanti; in questi fiori le corolle sono praticamente assenti. I fiori sono attinomorfi, pentameri (a 5 elementi), ermafroditi e dialisepalo. Il colore dei fiori è bianco o giallo. Diametro dei fiori: pochi centimetri.
- Formula fiorale: per questa pianta viene indicata la seguente formula fiorale:

* K 5-6, C 5, A molti, G 2 (supero)
- Calice: il calice è composto da cinque (o sei) grandi sepali ovali di tipo corollino (o petaloide); la forma è generalmente ellittica. Sono inoltre caduchi.
- Corolla: i petali sono cinque, molto piccoli, quasi atrofizzati (in certe specie sono mancanti) e sono simili a dei minuscoli cornetti bilabiati e con funzioni nettarifere.
- Androceo: gli stami (a disposizione spiralata) sono molto numerosi (20 - 30), con antere bilobi a forma ellissoide e colorate di giallo.
- Gineceo: l'ovario è supero e “apocarpo” (derivato da carpelli indipendenti). I carpelli normalmente sono 2 (possono variare da 1 fino a 20), sono sessili e disposti in modo spiralato anche questi, ma indipendenti tra di loro. In ogni carpelli ci sono tre ovuli. Ogni carpello si sviluppa in un frutto indipendente contenente diversi semi. Insieme i carpelli formano una fascetta di follicoli.

### Frutti
I frutto è del tipo a follicolo libero con un becco apicale. In genere sono presenti due follicoli per fiore. La forma di questo frutto è ovato-compressa. I semi sono piccoli e rugosi.

## Riproduzione
- Impollinazione: l'impollinazione è garantita soprattutto da diversi insetti, come api e vespe in quanto sono piante nettarifere (impollinazione entomogama).
- Riproduzione: la fecondazione avviene sia tramite l'impollinazione dei fiori (vedi sopra), ma anche per divisione del piede (propagazione tipicamente orticola).

## Distribuzione e habitat
L'habitat tipico sono i luoghi ombrosi e selvatici nei boschi. Le specie incluse in questo genere presentano areali separati: una sola è presente nel continente europeo, mentre le altre sono diffuse in diverse parti dell'Asia.

## Tassonomia
Il genere Isopyrum comprende poche specie (una sola spontanea dei territori italiani). La famiglia delle Ranunculaceae invece comprende oltre 2000 specie distribuite su circa 47 generi (2500 specie e 58 generi secondo altre fonti).

La definizione precisa del numero delle specie di questo genere è problematica in quanto è ancora un dibattito aperto tra i vari botanici. Nelle flore oltre oceano la denominazione Isopyrum è considerata sinonimo del genere Enemion Raf.. In particolare all'interno della tribù Isopyreae Schrödinger le specie assegnate al genere Enemion sono considerate le più primitive del gruppo in quanto del tutto prive di petali (altri generi come Dichocarpum soffrono di questo stesso problema di incertezza tassonomica).

Qui di seguito viene proposta la classificazione scientifica di questo genere secondo le ultime indicazioni del Angiosperm Phylogeny Group:

Famiglia: Ranunculaceae, definita dal botanico francese Antoine-Laurent de Jussieu (1748-1836)  nel 1789 nella pubblicazione ”Genera Plantarum, secundum ordines naturales disposita juxta methodum in Horto Regio Parisiensi”.
Sottofamiglia: Thalictroideae, definita dal naturalista e archeologo statunitense Constantine Samuel Rafinesque-Schmaltz (1783 – 1840) in una pubblicazione del 1815.
Tribù: Isopyreae Schrödinger (1909).
Genere: Isopyrum L. (1753).

Alcune flore mantengono la classificazione precedente basata su un lavoro del botanico M. Tamura (1993) nel quale la sottofamiglia indicata è “Isopyroideae” Schrödinger (1909).

### Filogenesi

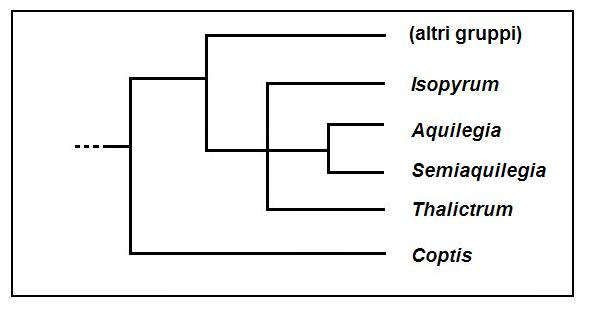
Cladogramma

Il genere Isopyrum insieme ai generi Xanthorhiza, Coptis, Aquilegia e Thalictrum  formano la sottofamiglia delle Thalictroideae che è considerata parafiletica nelle Ranunculaceae e basale insieme ai generi Hydrastis e Galucidium.  In questi generi sono presenti alcune plesiomorfie (caratteri ancestrali) come la presenza di berberina, i rizomi orizzontali e striscianti o le piccole dimensioni dei tricomi.

Gli ultimi studi su queste piante confermano la struttura della sottofamiglia; il cladogramma a lato (tratto dallo studio citato) evidenzia i legami filogenetici tra alcuni dei generi più vicini al genere Isopyrum.

### Specie del genere
Questo elenco di specie appartenenti al genere Isopyrum è provvisorio in quanto i pochi studi fatti non hanno ancora inquadrato univocamente questo gruppo di piante (vedi paragrafo “Sistematica”). I molti sinonimi collegati ad ogni specie dell'elenco indicano che le diversità di classificazione tra i vari botanici sono ancora ampie; in effetti più di qualche specie di questo elenco potrebbe (o può) appartenere ad un altro genere. Per l'Europa (e quindi per l'Italia) la  Checklist dei Royal Botanic Garden Edinburgh riconosce come valida una sola specie (Isopyrum thalictroides L.).
All'interno di tale genere sono quindi incluse 4 sole specie, numero dovuto alla ricostituzione dei generi Enemion e Dichocarpum.
 (i nomi comuni in italiano sono evidenziati in grassetto accanto al nome scientifico).
- Isopyrum anemonoides (Karelin & Kirilov 1842) - Specie distribuita in Asia centrale e in Cina
- Isopyrum ludlowii (Tamura & Lauener, 1968)
- Isopyrum manshuricum ((Kom.) Kom. ex W.T.Wang & P.K.Hsiao, 1964)  - Specie distribuita in Manciuria e Corea
- Isopyrum thalictroides L. (1753) - Isopiro comune, unica specie presente in Europa

### Sinonimi
Questa entità ha avuto nel tempo diverse nomenclature. L'elenco seguente indica alcuni tra i sinonimi più frequenti:
- Fontanella Kluk ex Besser
- Olfa Adans.
- Paropyrum Ulbr.

### Generi simili
Queste piante possono essere confusa sia con le “aquilegie” che con i “thalictrum”: ma sempre con scapi sterili (senza fiori) in quanto le foglie sono simili ma non i fiori. Viceversa i fiori possono essere scambiati per quelli di un Anemone (si distinguono in realtà dalle foglie meno lobate ma più acute).

## Usi
Queste piante sono velenose per la presenza di alcaloidi di vario tipo. L'impiego principale delle specie di questo genere è nel giardinaggio.